# Ultraleichtfluggelände Lauterbach-Wallenrod

i7
i11
i13
Das Ultraleichtfluggelände Lauterbach-Wallenrod liegt im Ortsteil Wallenrod der Stadt Lauterbach im Vogelsbergkreis in Hessen. Der Platzhalter und Betreiber ist Albrecht Harres.

## Lage
Das Ultraleichtfluggelände liegt etwa 800 m westlich der Ortsmitte von Wallenrod und etwa 6,5 km nordwestlich von Lauterbach.

## Flugbetrieb
Das Ultraleichtfluggelände besitzt eine Betriebsgenehmigung für Luftsportgeräte. Zugelassen sind gewichtskraftgesteuerte Ultraleichtflugzeuge (Trikes) mit der Startart Eigenstart. Das Ultraleichtfluggelände ist mit einer 180 m langen und 15 m breiten Start- und Landebahn aus Gras (Richtung 03/21) ausgestattet. Es dient dem Verkehr und Betrieb von Luftfahrzeugen des Platzhalters sowie weiterer Piloten.

## Geschichte
Das Ultraleichtfluggelände Lauterbach-Wallenrod wurde am 10. Juli 2019 genehmigt. Die Betriebsaufnahme wurde am 26. August 2019 gestattet.